# Estación de Son Cladera / Es Vivero
Son Cladera / Es Vivero es un apeadero ferroviario perteneciente a la red de Servicios Ferroviarios de Mallorca (SFM) en la ciudad española de Palma de Mallorca. Desde su inauguración en 2014 y hasta 2022, la estación estuvo integrada en la red del metro de Palma de Mallorca, perteneciendo a la extinta línea M2. Cuenta con servicios de cercanías de las tres líneas que gestiona SFM, T1 (Palma de Mallorca-Inca), T2 (Palma de Mallorca-La Puebla) y T3 (Palma de Mallorca-Manacor).

## Situación ferroviaria
La estación se encuentra en la línea férrea de ancho métrico Palma-Manacor, entre las estaciones de Son Fuster y Virgen de Lluch. El tramo es de vía doble y está electrificado a 1500 V en CC.

## Historia
El 5 de enero de 2014 SFM anunció la futura construcción de la estación. Ésta se hizo sobre la base de la pasarela ya existente que cruzaba el tendido ferroviario. La estación fue finalmente inaugurada el 16 de junio de 2014 para dar servicio a los barrios de Son Cladera y El Vivero. La estación recibió críticas en su apertura, ya que los andenes son más cortos que algunos trenes pudiendo provocar situaciones de peligro. En 2016 se aprobó la mejora de accesos a la estación.
Desde su inauguración,  y con la creación de la línea M2 de metro entre Plaza de España y Marrachí, quedó integrada dentro de la red de metro de la capital balear, aunque durante los sábados, domingos y festivos las líneas T2 y T3 de Servicios Ferroviarios de Mallorca (SFM) paraban en ella, al no haber servicio de metro. El 29 de abril de 2022, SFM decidió cerrar la línea M2 de metro, traspasando la práctica totalidad de sus servicios a las líneas de cercanías de SFM, que explota en la actualidad un total de 77 kilómetros de vías en ancho métrico.

## La estación
No pertenece a las originales de la línea. La instalación se ubica en el barrio de Son Cladera de la capital balear. Dispone de dos andenes de 66 metros de largo y 3 metros de ancho adaptados a personas con problemas de movilidad reducida. Para cambiar de andén se precisa utilizar un paso elevado con escaleras fijas y dotado de ascensor, con horario este último de 7.00h a 23.00h, estando prohibido su uso para bicicletas, según consta en los avisos. Únicamente dispone de las dos vías generales.

## Servicios ferroviarios
La estación forma parte de las tres líneas de la red de Servicios Ferroviarios de Mallorca (SFM). El servicio se presta con trenes eléctricos de la serie 81 de SFM, fabricados por CAF.
Desde la supresión en 2022 de la línea M2 del Metro de Palma, dichos servicios son residuales, limitándose a dos servicios al día en días laborables. No existe este servicio en sábados y festivos, ni en sentido Palma-Marrachí. Éstos se prestan con trenes de la serie 71 de SFM, circulando sin denominación de línea.
El horario de frecuencias de la estación puede consultarse en la siguiente página. En general, hay una frecuencia mínima de diez minutos hacia Palma en laborables y hasta de treinta minutos hacia Palma en sábados y festivos. Los tiempos de paso aumentan en las conexiones con La Puebla y Manacor, pudiendo llegar en algún momento a ser superior a la hora. Algunos de los servicios, especialmente de la T2, circulan sin parada por la estación.
| procedencia/destino | < estación      | Línea      | estación >      | destino/procedencia |
| ------------------- | --------------- | ---------- | --------------- | ------------------- |
| Palma de Mallorca   | Son Fuster      | [ nota 2 ] | Virgen de Lluch | Inca                |
| Palma de Mallorca   | Son Fuster      |            | Virgen de Lluch | La Puebla           |
| Palma de Mallorca   | Son Fuster      |            | Virgen de Lluch | Manacor             |
| Marrachí            | Virgen de Lluch | [ nota 3 ] | Son Fuster      | Palma de Mallorca   |